# Yovanny Lara
Yovanny B. Lara (nacido el 20 de septiembre de 1975 en San Cristóbal) es un ex lanzador dominicano que jugó en las Grandes Ligas de Béisbol para los Expos de Montreal durante la temporada 2000. Fue firmado por los Expos el 12 de septiembre de 1992 y dejado libre el 15 de octubre de 1999. Fue firmado nuevamente por ellos como agente libre el 3 de noviembre de 1999. Jugó para ellos en 6 juegos siendo el último el 14 de julio del 2000, y terminando con 0 victorias, 0 derrotas y 6.35 de efectividad.